# Castell d'Artana
El castell d'Artana, situat al cim d'una elevació sota la qual s'assenta la població d'Artana, a la Plana Baixa (País Valencià), és una fortalesa islàmica construïda sobre restes romanes, que va patir transformacions en època medieval.

## Descripció
Les reformes àrabs i posteriorment cristianes transformar el recinte en un castell senyorial, del qual es conserven llenços de muralla, la torre de l'Homenatge, del Principal, basaments d'altres torres, l'aljub i construccions auxiliars, que comptava a l'exterior amb torres auxiliars actualment desaparegudes.
Cal destacar la torre Major, anomenada també dels Escipions, d'origen romà i amb planta octogonal, de la qual només resta dempeus la meitat inferior.